# Georges Tournon
Pour les articles homonymes, voir Tournon.
Georges Tournon né le 26 septembre 1895 dans le 6e arrondissement de Paris et mort le 4 janvier 1961 à Doué-la-Fontaine est un peintre français.

## Biographie
Georges Tournon est le fils aîné du peintre et décorateur Raymond Tournon et de la portraitiste Éléonore Marche, que ce dernier a épousée le 12 décembre 1894 à Gaillac. Il aura deux frères : Raymond Tournon (1901-1975), également peintre, décorateur de théâtre et de cinéma, et Jean-François Tournon (1905-1986), escrimeur, médaille de bronze aux Jeux olympiques, puis arbitre international.

## Collections publiques
- Gaillac, musée des Beaux-Arts.
- Grenoble, musée de l'Ancien Évêché : Marchand de violettes, dessin.
- Paris :
  - ministère de la Défense, hôtel de Brienne : Prisonnier boche, 1919, huile sur toile.
  - Sénat, palais du Luxembourg : Le Père Louis, fleurs artificielles, huile sur toile.
- Strasbourg, Commission centrale pour la navigation du Rhin : Danseuse de corde, huile sur toile[2].